# Drezzo
Drezzo är en ort och frazione i kommunen Colverde i provinsen Como i regionen Lombardiet i Italien. 
Drezzo upphörde som kommun den 4 februari 2014 och bildade med de tidigare kommunerna Gironico och Parè den nya kommunen Colverde. Den tidigare kommunen hade 1 265 invånare (2013).